# Теона Митевска
Теона Стругар Митевска (на македонска литературна норма: Теона Стругар Митевска) е северомакедонска филмова деятелка, сценаристка, продуцентка и режисьорка.

## Биография
Родена е на 14 март 1974 година в Скопие, тогава в Социалистическа федеративна република Югославия, днес в Северна Македония. Нейна сестра е северномакедонската актриса Лабина Митевска. Занимава се с актьорско майсторство от дете. Учи за художничка и графична дизайнерка, а след това следва филмово изкуство в Нюйоркския университет. Прави дебюта си като филмов директор в 2001 година. Филмът и „Вета“ печели Специалната награда на журито на Берлинския филмов фестивал в 2002 година.
Основава продуцентска къща „Сестри и брат Митевски“ заедно с брат си Вук и сестра си Лабина, с която продуцират филма на Теона Митевска „Как убих светец“ в 2004 година, отличен на Ротердамския филмов фестивал като е номиниран за награда. Премиерата на филма ѝ „Аз съм от Титов Велес“ е в 2007 година на Торонтския филмов фестивал, в секцията за нови открития и се прожектира и на Берлинския филмов фестивал и на фестивала в Кан в следващата 2008 година. Премиерата на следващия ѝ филм „Жената, която избърса сълзите“ се състои в 2012 година на Берлинския кинофестивал. В 2012 година снима документалния филм за Майка Тереза „Тереза и аз“. В 2016 година снима филма „Когато денят нямаше име“, чиято премиера е в 2017 година на Берлинския кинофестивал. В януари 2018 година снима „Бог съществува, нейното име е Петруния“, чиято премиера е в 2019 година също на Берлинския кинофестивал. Филмът е социална сатира, в която главната роля е Зорица Нушева, която играе ролята на разочарована, безработна северномакедонка, която нелегално се намесва в религиозна процесия, запазена само за мъже - вади кръста от ледените води на Богоявление.

## Филмография
- „Вета“ (2001, късометражен филм)
- „Как убих светец“ (2004)
- „Аз съм от Титов Велес“ (2007)
- „Жената, която избърса сълзите“ (2012)
- „Тереза и аз“ (2012)
- „Когато денят нямаше име“ (2016)
- „Господ съществува, името ѝ е Петруния“ (2019)